# Édouard Dujardin
Édouard Dujardin (ur. 10 listopada 1861 w Saint-Gervais-la-Forêt, zm. 31 października 1949 w Paryżu) – francuski pisarz i krytyk literacki.
Był zwolennikiem i propagatorem symbolizmu, związanym z kilkoma pismami literackimi. W 1885 roku, wraz z Téodorem de Wyzewa założył pismo La Revue Wagnériene, zaś w latach 1886–1889 był redaktorem „La Revue Indépendante”. Zasłynął jako autor opowiadania Wawrzyny już ścięto (1888, wyd. polskie 1971), które wywarło wpływ na twórczość Jamesa Joyce’a. Był też autorem zbiorów poezji, sztuk scenicznych oraz prac z zakresu religioznawstwa.